# 貝殻坂
貝殻坂（かいがらざか）は、神奈川県横浜市中区の元町から山手町に通じる坂である。

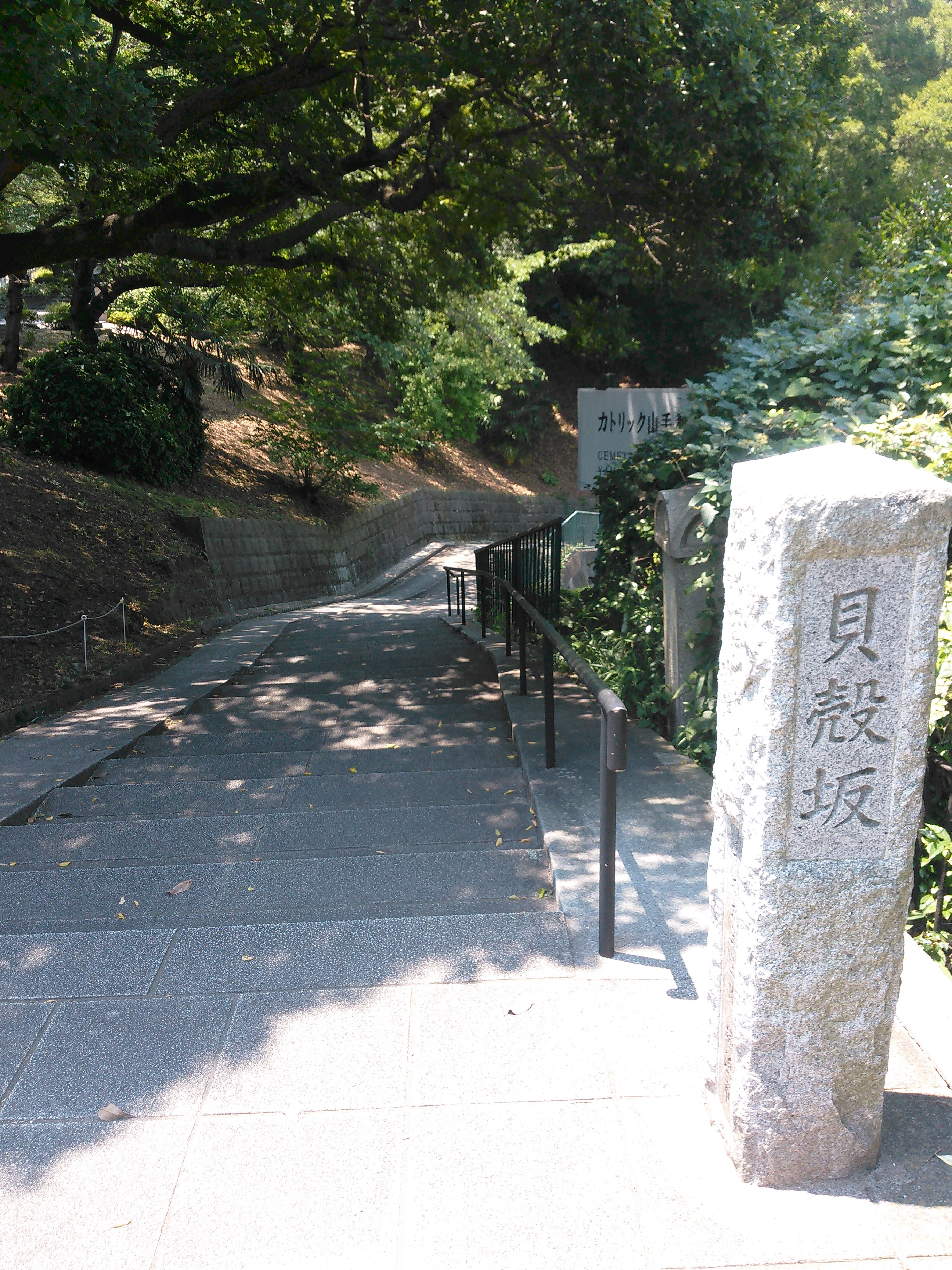
坂の上の石碑

## 地理

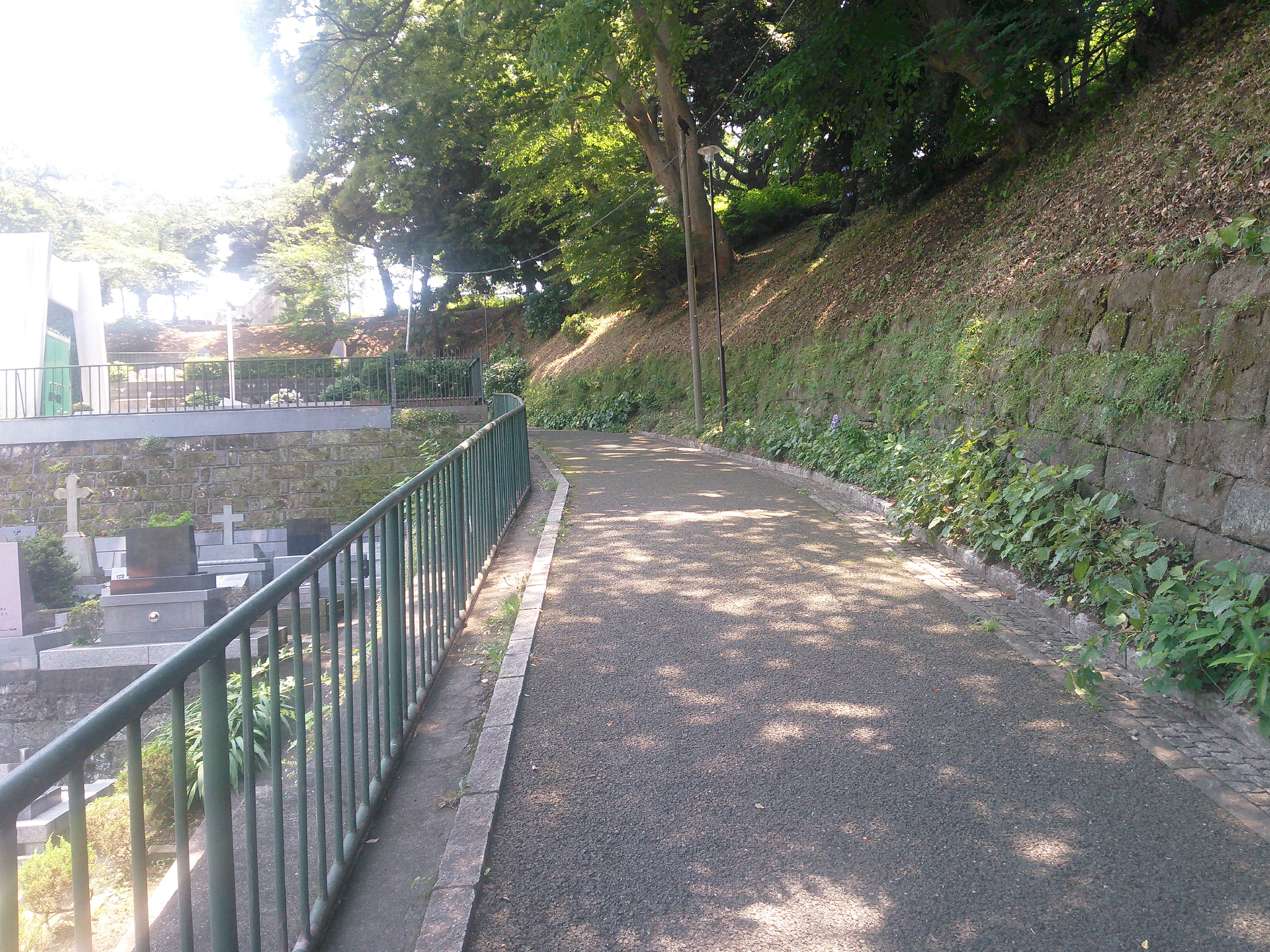
左手は横浜外国人墓地、右手は元町公園

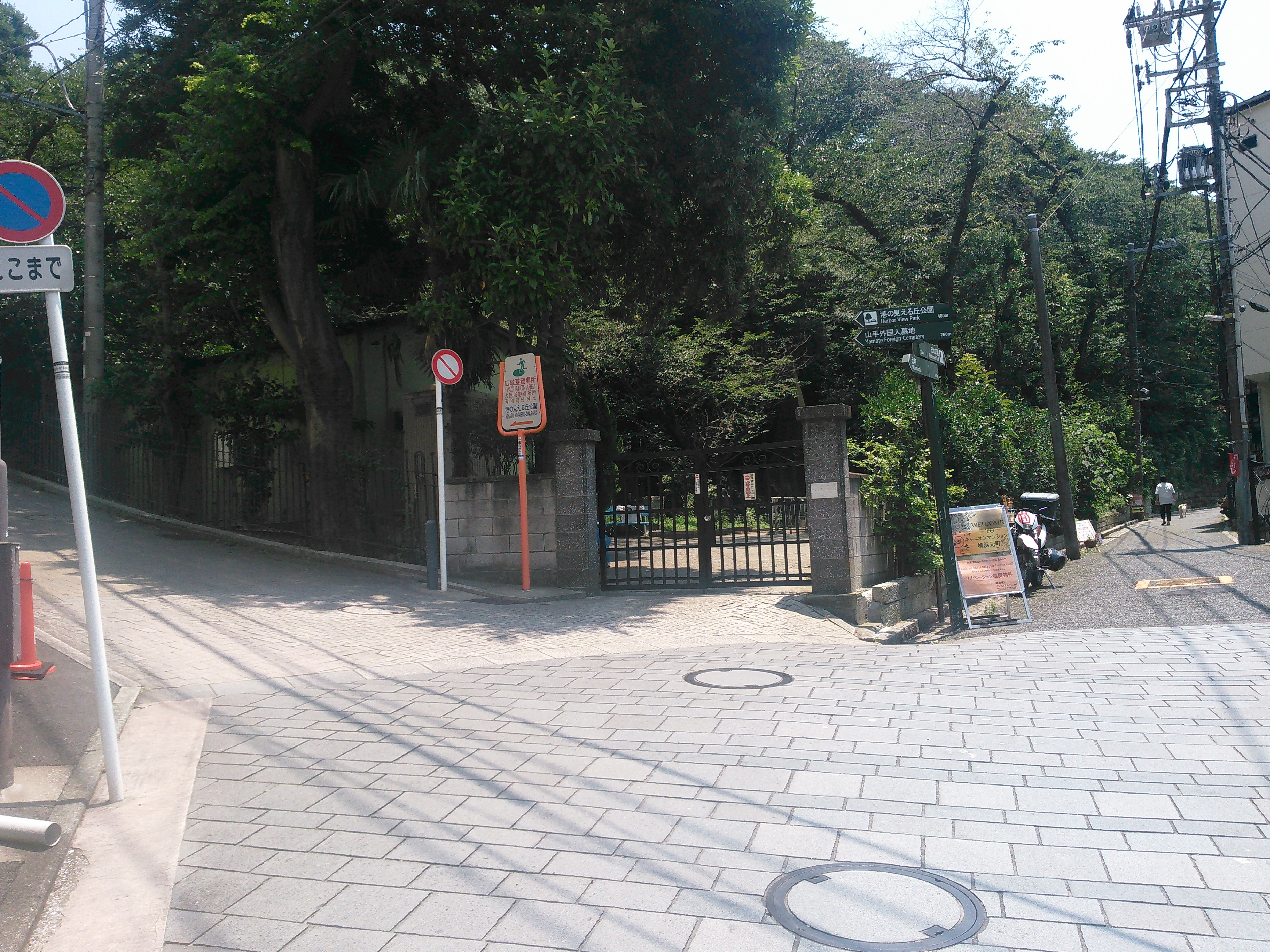
横浜外国人墓地裏口。右手が貝殻坂、左手は見尻坂

谷戸坂、見尻坂、額坂、代官坂、高田坂、汐汲坂、西の坂などとともに、元町から山手の丘に登る坂の一つである。
元町1丁目、みなとみらい線元町・中華街駅近くにある商業ビル「元町プラザ」の裏手に入ると、横浜外国人墓地の裏口で道が左右二手に分かれる。左に入ると横浜地方気象台に至る見尻坂、右側が貝殻坂となる。外国人墓地の西側に沿って左右に蛇行しながら南に向かって登ると、右側に元町公園のブラフ積みの石垣が現れる。頂上付近では石段になり、左に折れて山手資料館付近で山手本通りに突き当る。長さは130mほどである。

## 歴史
坂の名は、この地から貝殻が出土したことに由来する説がある。事実、山手の台地上には山手貝塚や元町貝塚などの縄文時代の貝塚が存在し、貝殻坂は「山手貝塚」の遺跡範囲に含まれていることから、地名の由来となった蓋然性は高いと言える。1884年（明治17年）には、山手居留地26ヶ町の一つとして横浜区貝殻坂の町名が付いた。1889年に横浜市に所属したのち、1899年（明治32年）に山手町に編入され、町名としては消滅した。